# 巴克斯 (伊利諾伊州)
巴克斯（英語：Bucks）是位於美國伊利諾伊州德威特縣的一個非建制地區。該地的面積和人口皆未知。

## 地理
巴克斯的座標為40°15′54″N 88°58′12″W / 40.26500°N 88.97000°W，而該地的平均海拔高度為225米（即738英尺）。